# Odontochodaeus seyrigi
Odontochodaeus seyrigi är en skalbaggsart som beskrevs av Renaud Maurice Adrien Paulian 1976. Odontochodaeus seyrigi ingår i släktet Odontochodaeus och familjen Ochodaeidae. Inga underarter finns listade i Catalogue of Life.